# Из жизни тайных агентов
«Из жизни тайных агентов» (англ. Undercover Blues — «Семейство Блю под прикрытием») — американский кинофильм 1993 года, комедийный боевик.

## Сюжет
Супруги Блю, Джефф и Джейн, после рождения дочери отправляются в отпуск на юг, в Луизиану. Выйдя вечером погулять с новорожденной дочкой, Джефферсон Блю становится жертвой нападения банды грабителей. Полиция Нового Орлеана получает информацию, что эти скромные туристы — на самом деле опытнейшие сотрудники спецслужб, хотя они сейчас не работают под прикрытием, а просто в отпуске. Своим запросом лейтенант Сойер напомнил руководству ЦРУ и ФБР, что семейство Блю отдыхает именно в Новом Орлеане. Как раз там сейчас находится Полина Новачек, бывший руководитель чешской тайной полиции, а ныне известная террористка и торговка оружием, только что похитившая новейшую сверхсекретную взрывчатку.

## В ролях
| Актёр           |  | Персонаж                           |
| --------------- |  | ---------------------------------- |
| Кэтлин Тернер   |  | Джейн Блю                          |
| Деннис Куэйд    |  | Джефферсон Блю                     |
| Обба Бабатунде  |  | лейтенант Тед Сойер                |
| Ларри Миллер    |  | детектив Джон Хэлси                |
| Фиона Шоу       |  | Полина Новачек                     |
| Стенли Туччи    |  | «Муэрте»                           |
| Том Арнольд     |  | Верн Ньюмен, турист                |
| Парк Оверолл    |  | Бонни Ньюмен, его жена             |
| Ричард Дженкинс |  | Фрэнк, коллега и друг супругов Блю |

## Съёмочная группа
- Режиссёр: Герберт Росс
- Продюсеры: Эндрю Бергман, Ким Курумада, Майк Лобелл
- Сценарист: Йен Абрамс
- Композитор: Дэвид Ньюман
- Оператор: Дональд И. Торин